# Valley of Ten Thousand Smokes

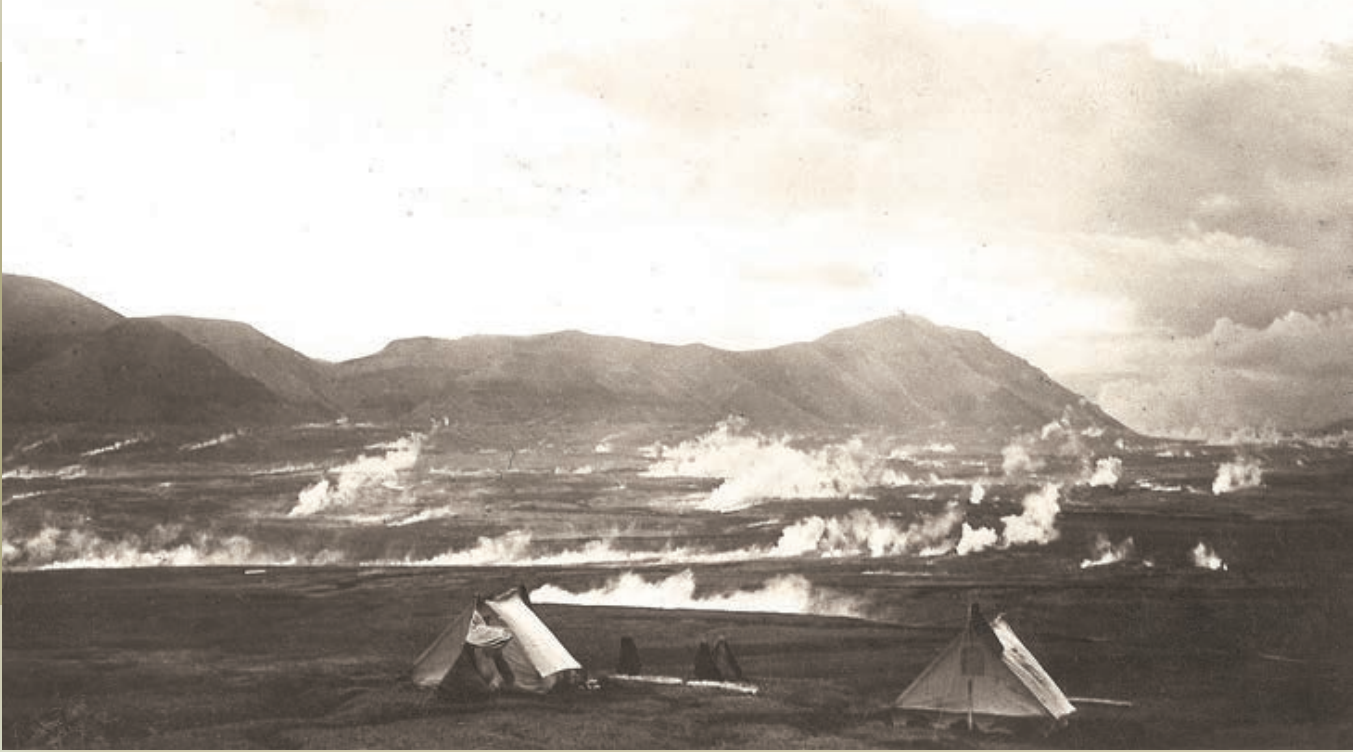
Tábor R. F. Griggse během expedice v roce 1916, viditelné jsou četné "kouře"

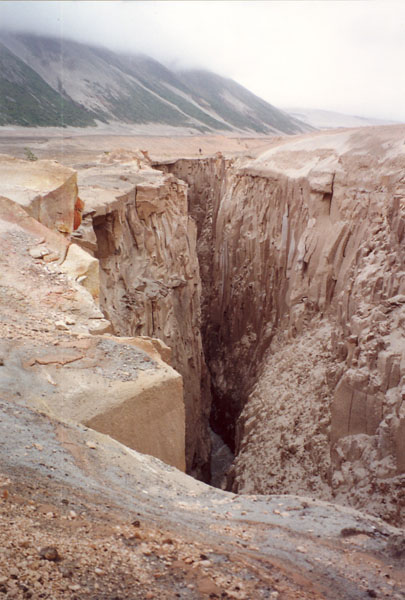
Soutěska Knife Creek

Valley of Ten Thousand Smokes, česky Údolí desetitisíců dýmů, je údolí nacházející se v národním parku Katmai na Aljašce. Vzniklo utuhnutí proudu popela z erupce sopky Novarupta 6. až 8. června 1912. Po erupci tisíce fumarol uvolnily páru z popela. Robert F. Griggs, který pro National Geographic Society v roce 1916 zkoumal následky erupce sopky, dal údolí jeho jméno: referoval, že „celé údolí, kam až oko dohlédlo, bylo plné stovek, ne tisíců – doslova desítek tisíců – dýmů, které se kroutily ze dna plného prasklin.“
Před erupcí byla oblast Údolí desetitisíců dýmů nevýznamnou a nepojmenovanou částí údolí řeky Ukak. Ačkoli nikdy nebyl trvale osídlen lidmi, členové kmene Alutiiq jej využívali jako průsmyk.
Erupce z roku 1912 byla objemově největší erupcí ve 20. století. Vyvrženo bylo magma o objemu asi 13 kilometrů krychlových. V důsledku kolapsu kaldery na vrcholu Katmai a pohybu magmatu došlo ke 14 velkým zemětřesením s magnitudou 6 až 7 a více než 100 zemětřesením s magnitudou větší než 5.

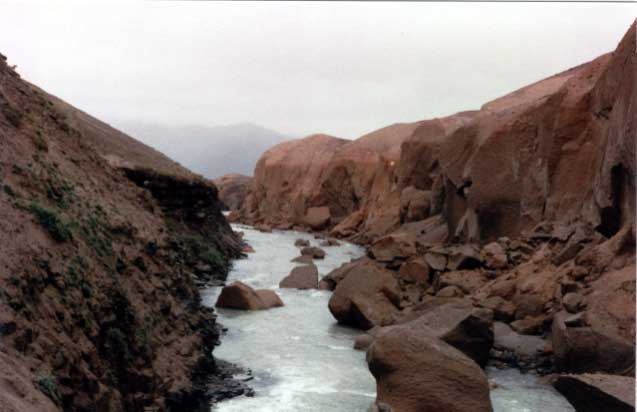
Kaňon vytvořený ve vyvřelinách u řeky Lethe

Krajina pokrytá popelem zabírá plochu asi 100 kilometrů čtverečních. Popel je místy až 210 metrů hluboký. Místy byly řekou Lethe vytvořeny hluboké kaňony, což umožňuje pozorovatelům vidět vrstvy toku popela. Protože popel vychladl, většina fumarol je nyní zaniklá a navzdory svému názvu již není údolí naplněno „dýmem“ (tj. párou). V údolí stále neroste vegetace. Na přilehlých kopcích jsou stále patrné známky sopečné činnosti.